# أنور بوجقجي
أنور بوجقجي (من مواليد 1 سبتمبر 1976)، لاعب كرة قدم جزائري معتزل كان يلعب كلاعب وسط.

## روابط خارجية
- أنور بوجقجي على موقع قاعدة بيانات كرة القدم.إي يو (الإنجليزية)
- أنور بوجقجي على موقع ناشيونال فوتبول تيمز (الإنجليزية)